# Víctor Leyva
Víctor Samuel Leyva (18 de diciembre de 1977, Andocutín, Guanajuato, México) es un exjugador mexicano de fútbol americano que jugó en la posición de guard para los equipos Cincinnati Bengals, Miami Dolphins y New England Patriots de la National Football League (NFL). 
Jugó a nivel universitario para los Arizona State Sun Devils de la Universidad Estatal de Arizona, donde estudió sociología.
Fue seleccionado en la ronda número 5 (selección total 135) en el Draft de la NFL de 2001 por los Bengals. En su año como novato formó parte del equipo principal pero no jugó en ningún encuentro. Solo participó con los Bengals en 10 juegos durante la temporada 2002. En 2005, fue firmado por los Dolphins y los Patriots pero llegó a jugar con ninguno en temporada regular.
Después de su retiro como profesional en 2005, comenzó a trabajar como oficial de policía para la California Highway Patrol en 2008.